# Orion Publishing Group
Pour les articles homonymes, voir Orion.
Orion Publishing Group ou Orion Publishing est un groupe éditorial britannique situé à Londres et appartenant à Hachette Livre. En 1998, Orion a racheté la marque Cassell.

## Maisons d'édition
- Orion Books
- Orion Children's Books
- Orion Audiobooks
- Orion Paperbacks
- Victor Gollancz Ltd
- Weidenfeld & Nicolson
- Phoenix Books
- J. M. Dent (Everyman's Library)
- Allen & Unwin
- Cassell Military Paperbacks
- Millennium
- Lord Brown
- Ward Lock & Co